# کلیسای ترینیتاتیس (پنسینگ)

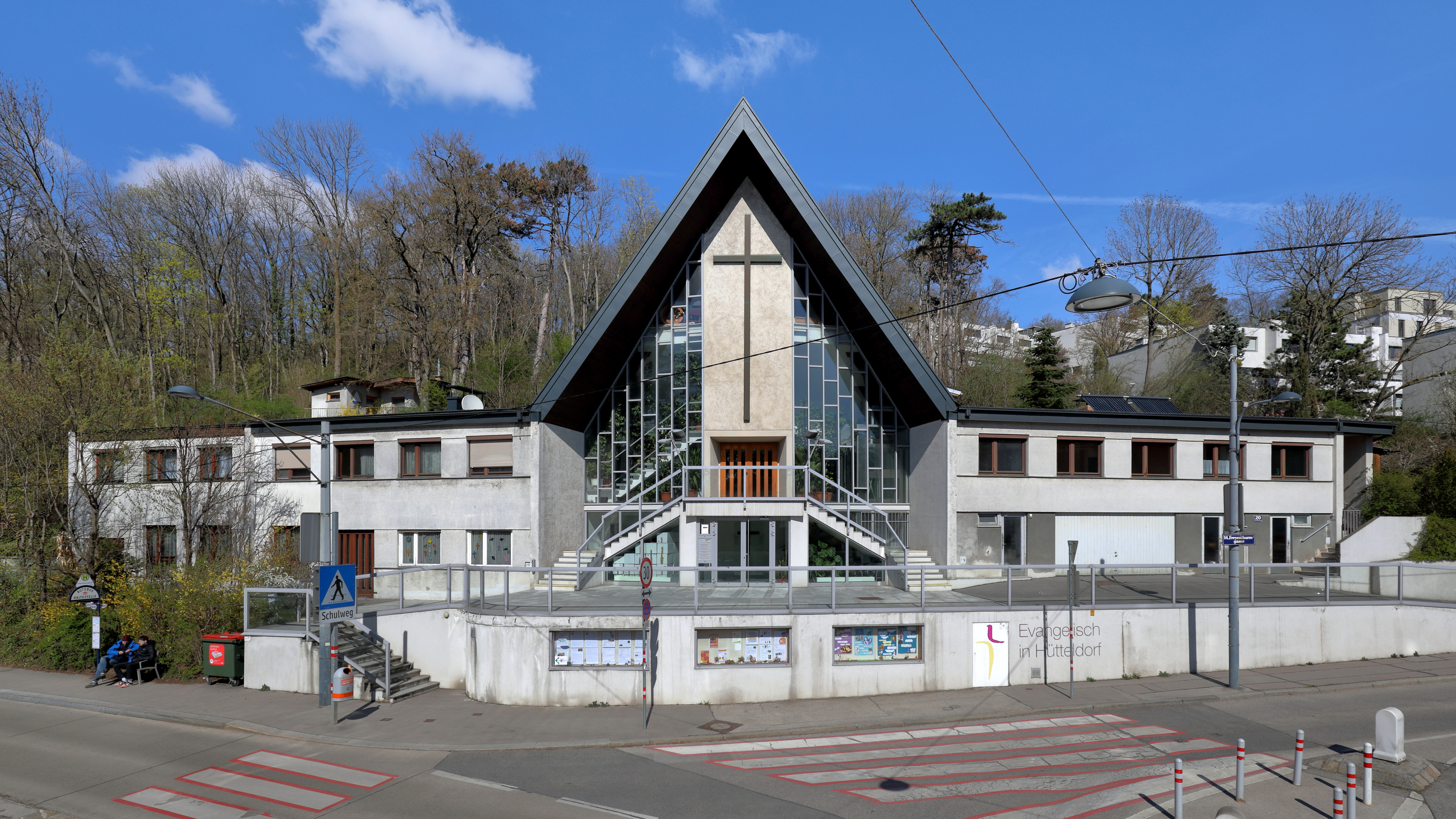
تصویری قدیمی از کلیسای Trinitatis

کلیسای ترینیتاتیس (به آلمانی: rinitatiskirche (Penzing)) یک کلیسای انجیلی لوتری بر اساس اعترافات آگسبورگ (A.B) است که در منطقه Hütteldorf 14 وین ناحیه Penzing به آدرس Freyenthurmgasse 20 واقع شده‌است.

## معماری و تغییر و تحولات تاریخی این بنا
این کلیسا از ۶ ژانویه ۱۹۵۴ به عنوان یک انجمن کلیسایی مستقل وجود دارد. در سالهای ۱۹۶۷ تا ۱۹۶۸ این کلیسا طبق نقشه‌های معمار مهندس Sepp Schuster ساخته شد و جشن افتتاح آن در سال ۱۹۶۸ در زمان کشیش وقت Heinz W. Becker برگزار شد. فضای داخلی بنا مطابق با نمادگرایی Trinitatis Trinity به صورت یک مثلث طراحی شده‌است بعدها این بنا تا به امروز توسط مدیریت کشیش Hartmut Schlener تغییر پیدا کرد و بنای ساختمان بیرونی و درونی عوض شد و پله‌های ورودی دو طرفه کلیسا برداشته شد.